# Túzokalakúak
A túzokalakúak (Otidiformes) a madarak (Aves) osztályának egyik rendje, melybe csak egyetlen család, a túzokfélék (Otididae) tartozik.
Korábban a darualakúak (Gruiformes) rendjébe sorolták, mint madárcsaládot.

## Előfordulásuk
Hazájuk Afrika, Ausztrália és Eurázsia. Főleg Afrikára jellemzőek: 23 fajuk csak ott él, öt faj csak Ázsiában, három fajuk pedig mind a három kontinensen megtalálható.
Európában a legnagyobb madarak. Fajaik közül Magyarországon a ritka, fokozottan védett nagy túzok (Otis tarda) és a kisebb termetű reznektúzok él. A magyar nemzeti madárnak is tekintett túzok magas természetvédelmi értékét a közmondás is kifejezi: „Jobb ma egy veréb, mint holnap egy túzok.” Magyarországon a legnagyobb túzokrezervátum Dévaványa közelében van. Az 1893 és 1900 között kiadott A Pallas nagy lexikona a nagy testű fajról még ezt írja: "Alföldi rónáinkon seregesen tanyázik." A második világháború előtt még 10-12 ezerre tehető egyedszám azonban a 2006 februárjában végzett számlálás szerint 1350-re csökkent.
A modern vadászfegyverek, mezőgazdasági gépek és vegyszerek elterjedése a túzokállományok jelentős csökkenéséhez vezetett, főleg Nyugat-Európában, Nyugat-Ázsiában, a Közel-Keleten, Észak-Afrikában és Indiában. Előfordult teljes populációk kipusztulása is: a nagy túzok kipusztult Angliában a reznek Lengyelországban, az arábiai túzok Észak-Afrikában. 

## Megjelenésük
A családhoz 26-32 legalább középnagy testű, vastagnyakú, nagy fejű, kúpos, erős csőrű faj tartozik. A fajok száma azonban forrástól függően változó, mivel van, amikor egyes alfajokat is külön fajnak számolnak, illetve fordítva.
Fajonként a testnagyságok erősen eltérőek, de a tojók (a florikánt kivéve)kisebbek a kakasoknál. Több faj költöző, ezek óriási távolságokat képesek megtenni: darustílusban és alakzatban repülnek, egyenesen előrenyújtott nyakkal és fejjel, hátranyújtott lábakkal.
A csőr tövénél felülről lapított, hosszúsága nagyjából az egész fej fele. Lábuk erős, futásra alkalmas, középmagas és csak három-három ujj van rajta. Az ujjak és a karmok szélesek és rövidek, a belső és középső ujjat szélesebb hártya köti össze a tövön, mint a külsőt és a középsőt.
Szárnyuk nagy, enyhén homorú, rajta a harmadik evezőtoll a leghosszabb. Tollazatuk egyébként durva, de sima és jól záró, a fejen gyakran hosszú vagy/és élénk színű. A farokban 16-20 kormánytoll van. Nagy testük ellenére jól repülnek, de viszonylag nehezen navigálnak, így röpképük jól felismerhető.
A túzokfélék mindenevők (főleg rovarokat, férgeket esznek – néha még kisebb madarakat is – és növények friss hajtásait, illetve magjait) és a földön fészkelnek: tojásaikat apró mélyedésbe gyűjtött fűre helyezik. Párokban, vagy csapatokban élnek, amelyeknek létszáma nem nagyobb 10-12-nél. Hosszú időkre visszatekintő vadászatuk nagyon óvatossá tette e madarakat ezért nagyon nehezen megközelíthetők (de lóháton vagy járműben könnyebb közelebb jutni hozzájuk, mint gyalog). Egyedszámuk csökken.
A nagyobb termetű fajok általában nem adnak hangot. (De a költés idején egyes fajok búgó vagy ugatásszerű hangot adnak (például a kori-túzok vagy a nagy indiai túzok.)

## Szaporodásuk
Régebben a túzokfélék zömét monogámnak gondolták, ezt azonban mára cáfolták. A fészekbe többnyire csak egy tojást rak a tojó (kivéve pár kisebb termetű afrikai fajt, amelyek öt tojást is raknak, illetve a hat tojású florikánt).
A túzok évente csak egyszer költ, ami a tojások kis számával együtt gyenge szaporodási képességet jelent és fontos oka az egyedszám csökkenésének és a megmaradó populációk törékenységének. Költési idejük 20-28 nap.

## Különösen veszélyeztetett fajaik
A Nemzetközi Madárvédelmi Tanács (International Council for Bird Preservation, ICBP) 1972-ben létrehozott túzokvédelmi csoportja a következő fajokat minősítette különösen veszélyeztetettnek: bengáli túzok, nagy túzok, indiai túzok, galléros túzok, kis florikán (zászlós túzok), reznek (kis túzok).
Ezek közül a nagy indiai és a bengáli túzok állománya ritkult meg a legjobban. Az afrikai fajokról kevés az adat, ezért lehet, hogy ezek közül is több a nagyon veszélyes egyedszám állapotába került.
Legalábbis elterjedésének valamely területén csaknem minden túzokfaj nemzeti vagy nemzetközi védelem alatt áll. Magyarország, Németország, Spanyolország, Portugália és Pakisztán speciálisan gondozott védett területeket is létrehozott számukra, az ICBP még több és nagyobb ilyen terület kialakítására törekszik.
Vannak olyan túzokfajok, amelyek létét a vadászat sem veszélyezteti, de ezek esetében is csak átgondoltan ellenőrzött formában.

## Rendszerezés
A családba az alábbi nemek és fajok tartoznak:
- Otis (Linnaeus, 1758) – 1 faj
  - túzok (Otis tarda)

- Ardeotis (Maout, 1853) – 4 faj
  - arab túzok (Ardeotis arabs)

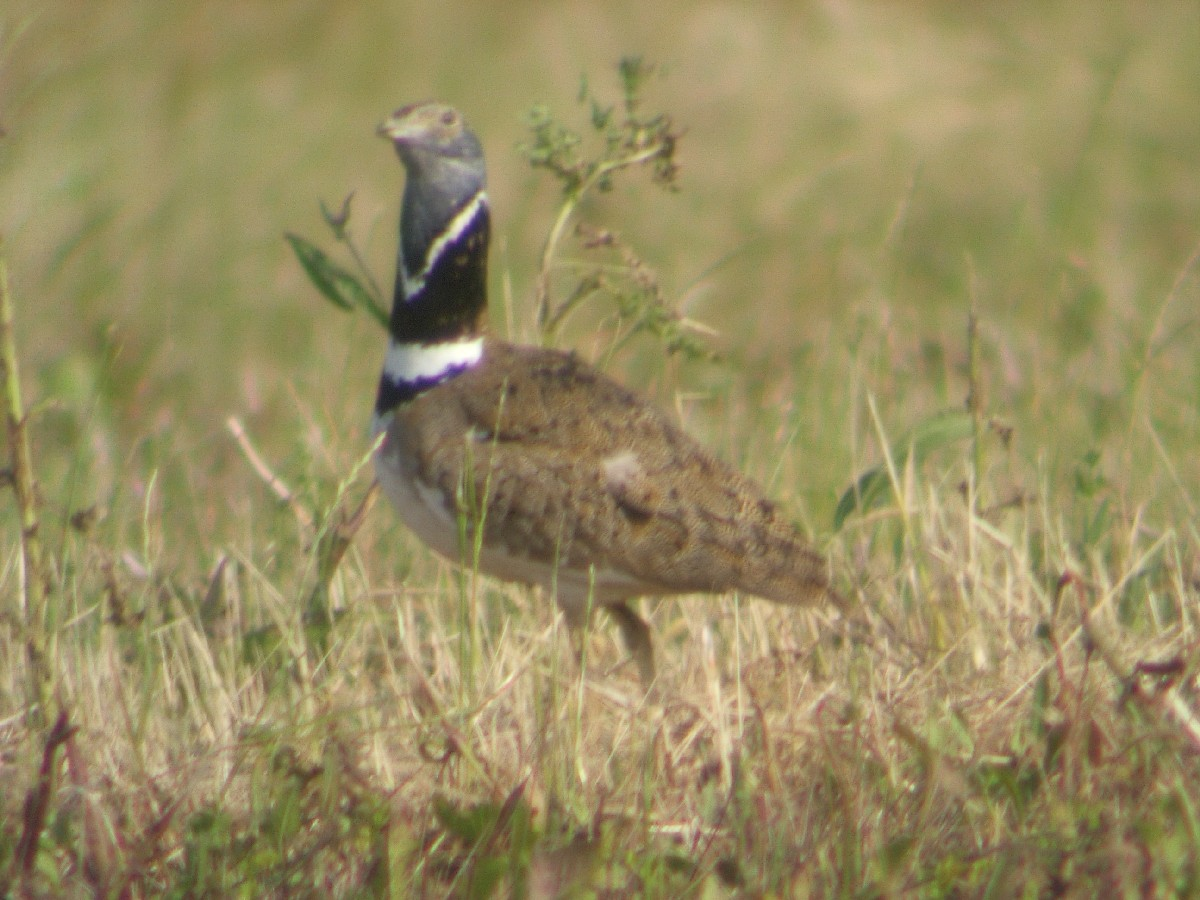
Reznek (Tetrax tetrax)

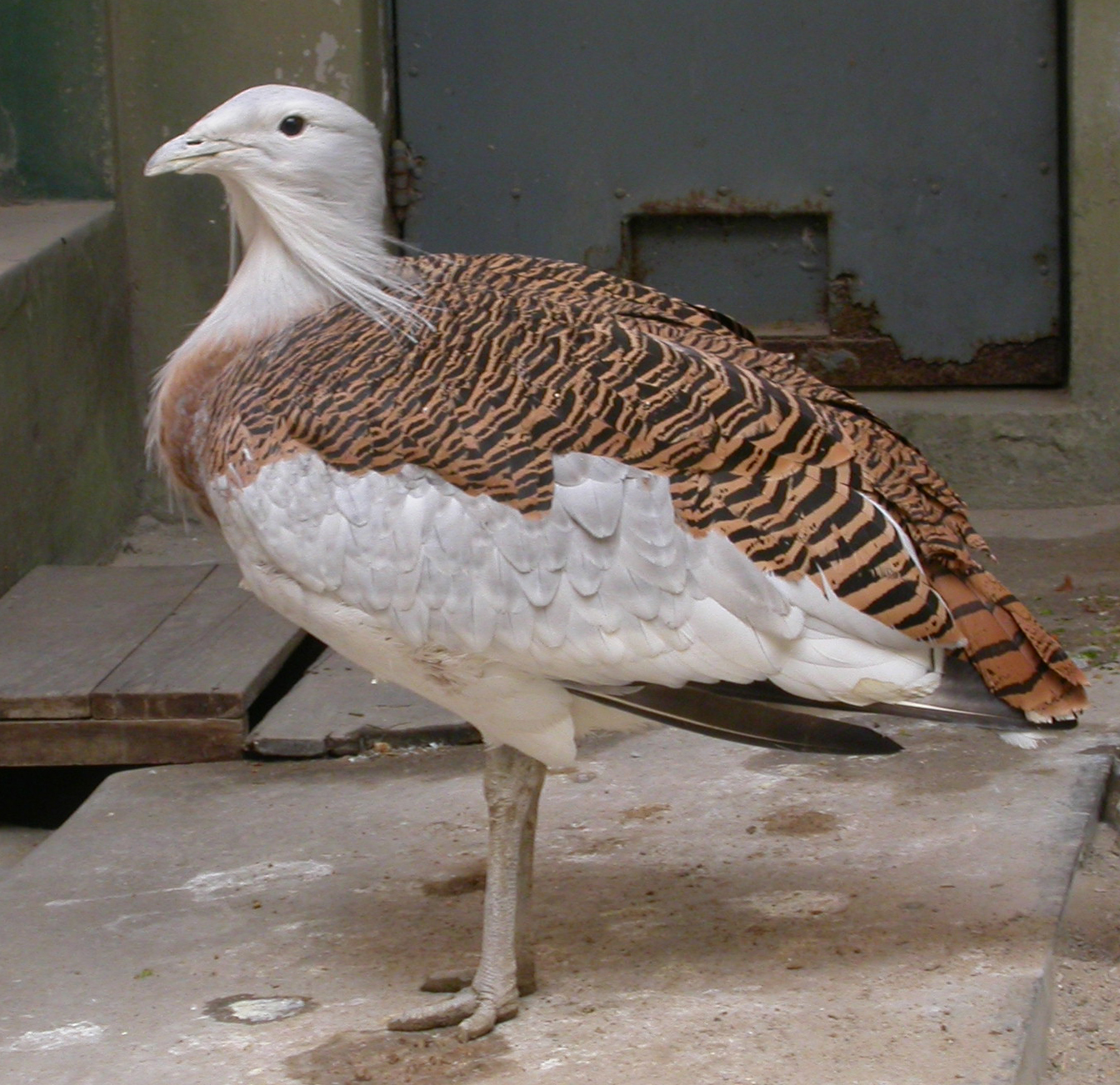
Túzok (Otis tarda)

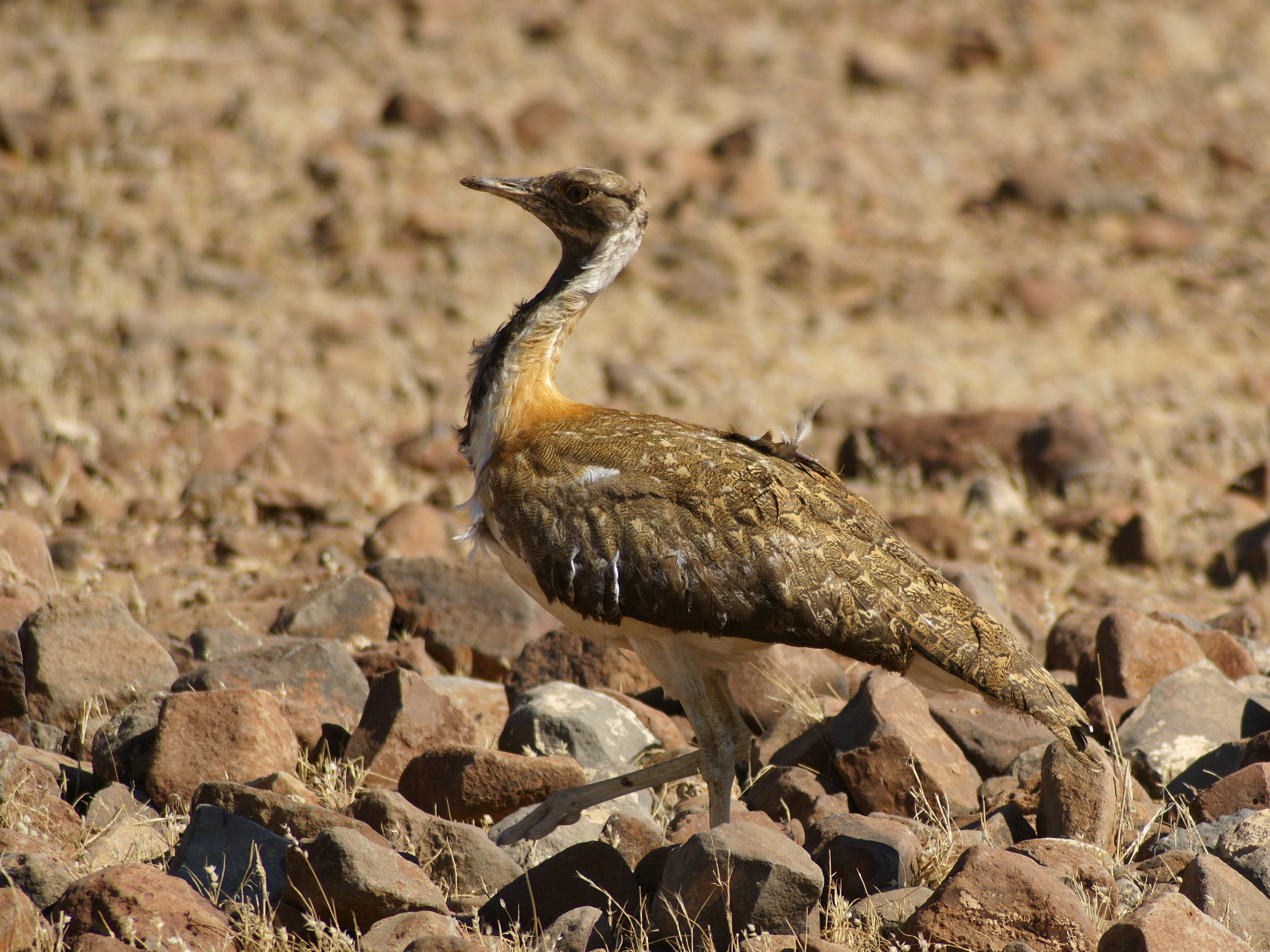
Ludwig-túzok (Neotis ludwigii)

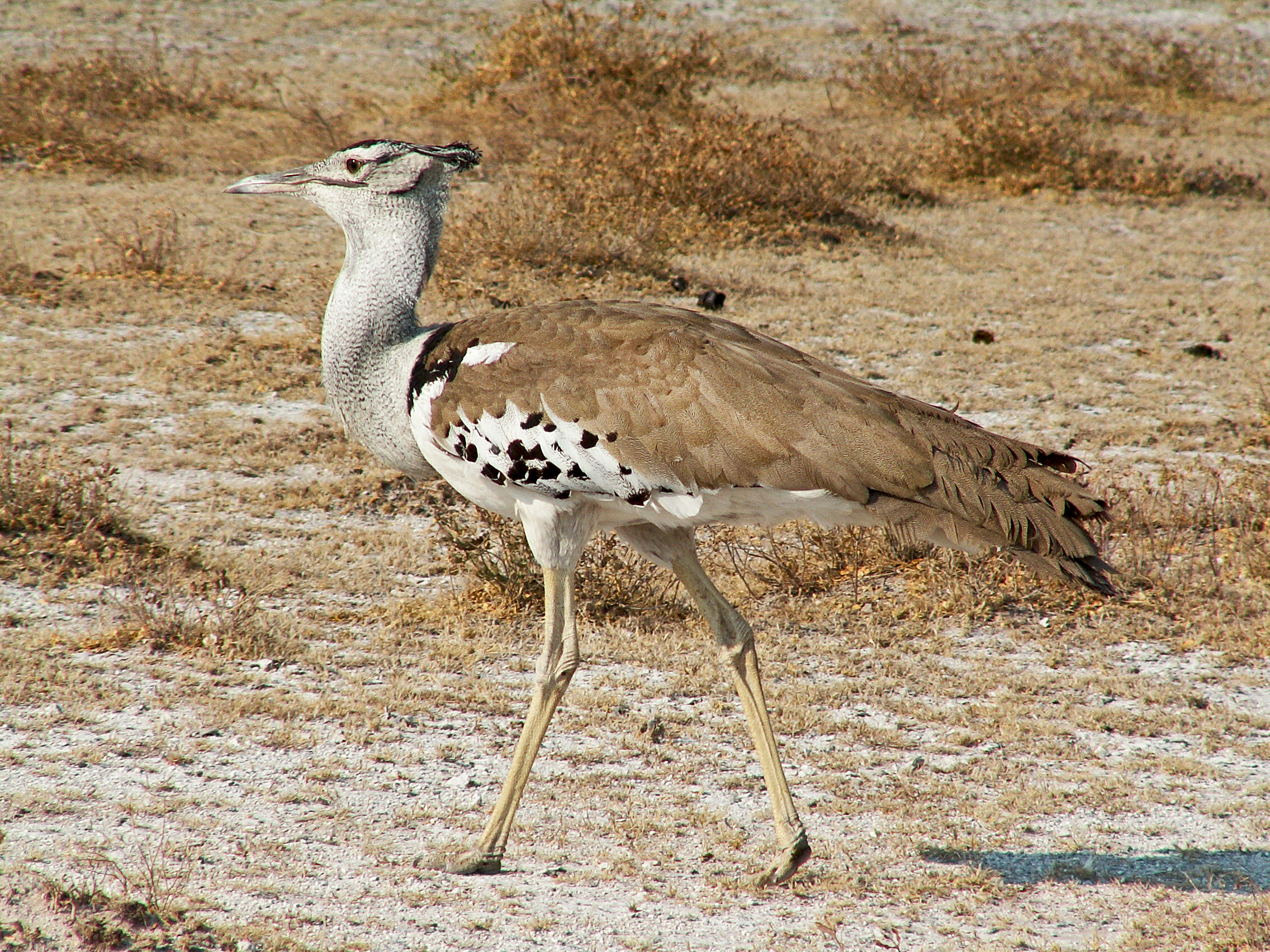
Óriástúzok (Ardeotis kori)

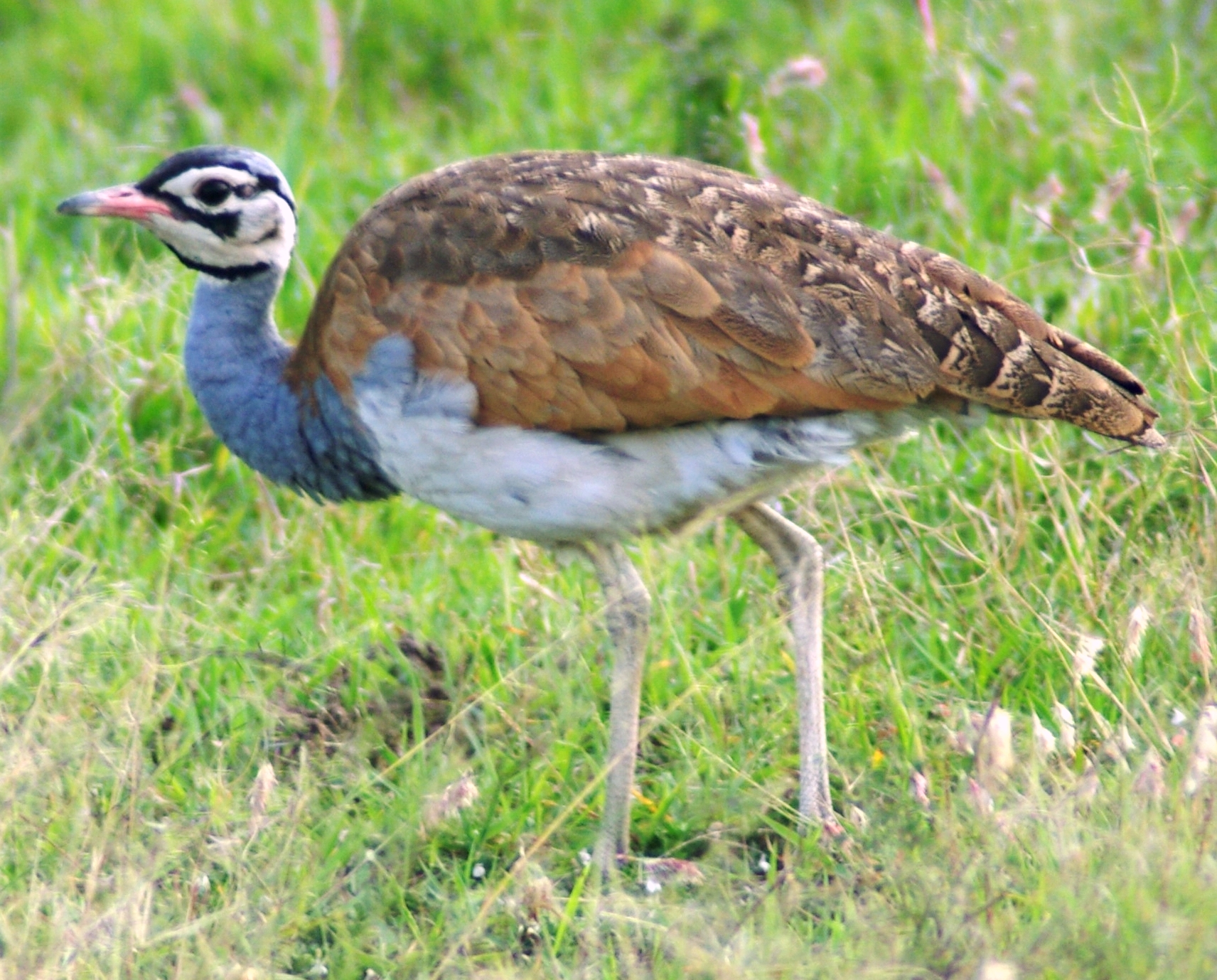
Szenegáli túzok (Eupodotis senegalensis)

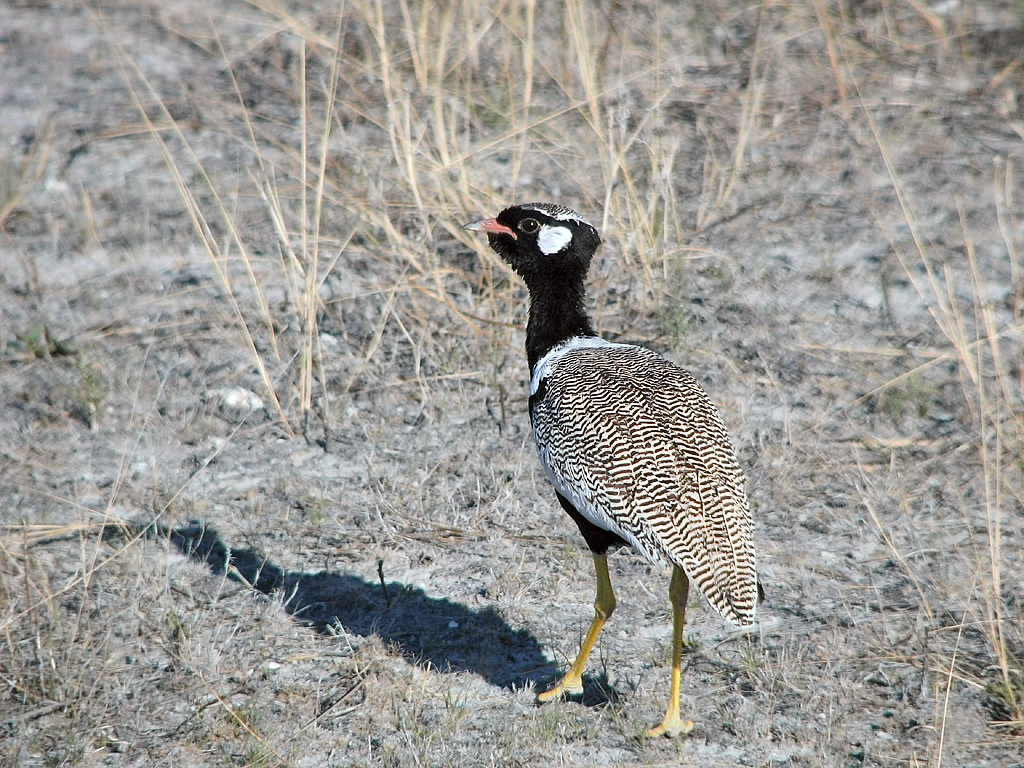
Fokföldi túzok (Afrotis afraoides)

  - óriástúzok, vagy kori-túzok (Ardeotis kori)
  - indiai túzok (Ardeotis nigriceps)
  - golyvás túzok Ardeotis australis

- Chlamydotis Lesson, 1839 - 2 faj
  - galléros túzok (Chlamydotis undulata)
  - pettyes túzok (Chlamydotis macqueenii)

- Neotis Sharpe, 1893) – 4 faj
  - feketefejű túzok (Neotis ludwigii)
  - tarkaszárnyű túzok (Neotis denhami) – alfaj
    - Jackson-túzok (Neotis denhami jacksoni Bannerman) – alfaj

  - vörösörvös túzok (Neotis heuglinii)
  - núbiai túzok (Neotis nuba)

- Eupodotis Lesson, 1839 – 5 faj
  - fehérhasú túzok vagy szenegáli túzok  (Eupodotis senegalensis)
  - kék túzok (Eupodotis caerulescens)
  - Karoo-túzok vagy Vigors-Túzok (Eupodotis vigorsii)
  - namib túzok (Eupodotis rueppellii)
  - ogadeni túzok vagy törpetúzok (Eupodotis humilis)

- Lophotis Reichenbach, 1848 – 3 faj
  - száheli túzok (Lophotis savilei)
  - abesszin túzok (Lophotis gindiana)
  - vörösbóbitás túzok (Lophotis ruficrista vagy Eupodotis ruficrista)

- Afrotis Gray, 1855 – 2 faj
  - fekete túzok (Afrotis afra vagy Eupodotis afra)
  - fokföldi túzok (Afrotis afraoides vagy Eupodotis afraoides)

- Lissotis Reichenbach, 1848 – 2 faj
  - feketehasú túzok (Lissotis melanogaster vagy Eupodotis melanogaster)
  - Hartlaub-túzok (Lissotis hartlaubii vagy Eupodotis hartlaubii)

- Houbaropsis Sharpe, 1893 – 1 faj
  - bengál florikán vagy bengál túzok (Houbaropsis bengalensis)

- Sypheotides Lesson, 1839 – 1 faj
  - zászlós túzok (Sypheotides indica)

- Tetrax Forster, 1817 - 1 faj
  - reznek más néven törpetúzok vagy rezegetúzok (Tetrax tetrax)